# Новопавловка (Помошнянская городская община)
Новопа́вловка (укр. Новопавлівка) — село в Помошнянской городской общине Новоукраинского района Кировоградской области Украины.
Население по переписи 2001 года составляло 67 человек. Почтовый индекс — 27141. Телефонный код — 5251. Код КОАТУУ — 3524084802.